# Anni 700 a.C.
Gli anni 700 a.C. sono il decennio che comprende gli anni dal 709 a.C. al 700 a.C. inclusi.